# 924

## Догађаји
- 17. јул — Англосаксонски краљ Едвард Старији умире; наслеђује га син Етелстан Сјајни.

- Породица Бану Каси, трпећи поразе и од Наваре и од Емирата Кордобе, преноси све своје земље емиру Абд ар-Рахману III у замену за земље у близини Кордобе и ступа у службу емирове војске. Нови гувернер Туделе је Мухамед ибн Абдеррахман ибн Тугиби.
- Битка на Лемносу.
- Битка код Севана.
- Бугари су опустошили Тракију и Македонију. Византијски цар Роман I Лакапин је отишао на преговоре са Симеоном I и с њим закључио мир.
- Покушаји Цариграда да организује отпор Симеону I из српских земаља довели су до похода бугарских трупа на Рашку.
- Српско-бугарски ратови (917–924). Други поход Симеонов против кнеза Захарије. Бугари заузимају српске кнежевине и припајају их Бугарском царству.
- Вацлав I, војвода Чешке  помаже ширење хришћанства у својим земљама.
- Ателстан (895-939), краљ Весекса, успоставио је пријатељске односе са Харалдом Лепокосим.
- Фруела II, краљ Краљевине Леон, уједињује Леон, Галицију и Астурију под својом влашћу.

## Смрти

### Април
- 16. април — Беренгар Фурлански, краљ Италије и цар Светог римског царства

### Јул
- 17. јул — Едвард Старији, краљ Англосаксонаца